# Сокол (Трескавец)
Вижте пояснителната страница за други значения на Сокол.
ФК „Сокол“ е футболен отбор от село Трескавец, община Антоново, област Търговище.